# Букаците
Бука́ците (болг. Букаците) — село в Смолянській області Болгарії. Входить до складу общини Смолян.

## Населення
За даними перепису населення 2011 року у селі проживали 33 особи, з них 25 осіб (96,2%) — болгари.
Розподіл населення за віком у 2011 році:
Динаміка населення: